# Dover, Florida
Dover är en så kallad census-designated place i Hillsborough County i Florida. Vid 2020 års folkräkning hade Dover 3 266 invånare.